# GPR98
El receptor asociado a proteínas G 98 es una proteína que en humanos está codificada por el gen GPR98.
Esta proteína pertenece a la superfamilia de los receptores acoplados a proteínas G. El ligando de este receptor es el calcio y se expresa en el sistema nervioso central, donde parece tener un papel importante en el desarrollo. Las mutaciones en este gen están asociadas al síndrome de Usher en su variante 2C, y a la predisposición familiar a las convulsiones febriles. Se han descrito múltiples isoformas de la proteína codificadas por este gen.